# Kerakat
Kerakat là một thị xã và là một nagar panchayat của quận Jaunpur thuộc bang Uttar Pradesh, Ấn Độ.

## Nhân khẩu
Theo điều tra dân số năm 2001 của Ấn Độ, Kerakat có dân số 12.472 người. Phái nam chiếm 52% tổng số dân và phái nữ chiếm 48%. Kerakat có tỷ lệ 60% biết đọc biết viết, cao hơn tỷ lệ trung bình toàn quốc là 59,5%: tỷ lệ cho phái nam là 68%, và tỷ lệ cho phái nữ là 50%. Tại Kerakat, 17% dân số nhỏ hơn 6 tuổi.